# Robbie Keane
Robbie Keane, född 8 juli 1980 i Tallaght, Dublin, är en irländsk före detta fotbollsspelare (anfallare) som senast spelade i ATK.

## Klubbkarriär
Efter att ha spelat i Wolverhampton, Coventry, Inter och Leeds United gick Keane till Tottenham Hotspur, för vilka han blev målkung flera gånger. Han spelade där i sex säsonger, utan att någonsin få spela i Champions League, vilket ledde till att han valde att gå till Liverpool sommaren 2008. Han gjorde sitt första mål för klubben i Champions League-mötet med PSV Eindhoven den 1 oktober. Han gjorde sitt första och andra Premier League-mål i matchen mot West Bromwich Albion den 8 november. Efter ett drygt halvår i Liverpool köptes han tillbaka av Tottenham Hotspur den 2 januari 2009. Den 1 februari 2010 lånades han dock ut till Celtic för resten av säsongen.
Den 30 januari 2011 gick West Ham United ut på sin hemsida med att Keane lånats in. Hans kontrakt löper säsongen ut och förlängs om West Ham håller sig kvar i Premier League. Efter att West Ham misslyckats med att hålla sig kvar skrev Keane i augusti 2011 på för Los Angeles Galaxy i en övergång som rapporteras vara värd 3,5 miljoner pund.Efter en lyckad tid i Los Angeles Galaxy så blev det klart att han värvas till den Indiska fotbollsklubben ATK den 4 Augusti 2017 för en summa på drygt 1 miljon euro. Från och med 2018 spelar Keane som spelande tränare för ATK. Den 28 november 2018 lade Keane av med sin fotbollskarriär.

## Landslagskarriär
Keane debuterade i det irländska landslaget i mars 1998 i en match mot Tjeckien och gjorde sitt första landslagsmål i oktober samma år. Under VM 2002 gjorde Keane tre mål då Irland tog sig till åttondelsfinal. 24 Augusti 2016 meddelade Keane att han avslutar sin landslagskarriär.
Keane är det irländska landslagets mesta målskytt genom tiderna.